# Birganj
Birganj är ett underdistrikt i Bangladesh. Det ligger i den nordvästra delen av landet, 300 kilometer nordväst om huvudstaden Dhaka.
Trakten runt Birganj består till största delen av jordbruksmark. Runt Birganj är det tätbefolkat, med 762 invånare per kvadratkilometer.